# صادق رحمانی
صادق رحمانی (زادهٔ تیر ۱۳۴۴) با نام شناسنامه‌ای محمدصادق رحمانیان، شاعر ایرانی است.

## زندگی‌نامه
صادق رحمانی با نام شناسنامه‌ای محمدصادق رحمانیان در تیرماه ۱۳۴۴ در شهر گراش استان فارس به دنیا آمد. پدرش، علی‌اصغر رحمانی، متولد جهرم و اصالتاً اهل جویم بود. او در سال‌های پیش از انقلاب اسلامی به عنوان یکی از چهره‌های فعال، مشغول به فعالیت‌های انقلابی بود و علاوه بر ایران، در بحرین و قطر نیز سخنرانی می‌کرد. علی‌اصغر رحمانی در سال ۱۳۶۶ قمری به عنوان روحانی و برای فعالیت تبلیغی به گراش رفت و در دی ۱۳۵۸ درگذشت. پدربزرگ صادق رحمانی، ملا علی‌نقی جویمی نام داشت که در دوران انقلاب مشروطه در لارستان، در کنار سید عبدالحسین لاری به مبارزه می‌پرداخت.
صادق رحمانی تحصیلاتش در دوران ابتدایی را در دبستان برق روز گراش پشت سر گذاشت و دورهٔ متوسطه را هم در دبیرستان حاجی‌پور گراش گذراند و در سال ۱۳۶۴ دیپلم گرفت. پس از آن با توجه به شغل پدرش، برای ادامهٔ تحصیل به قم رفت و به تحصیل علوم حوزوی مشغول شد. او مقدمات علوم حوزوی را در مدرسهٔ علمیهٔ رضویه و صرف و نحو عربی، معانی، بیان، بدیع و دیگر علوم را در حوزهٔ علمیهٔ قم فراگرفت ولی تحصیلاتش را برای درس خارج ادامه نداد. او مدرک کارشناسی خود را در رشتهٔ زبان و ادبیات فارسی از دانشگاه تهران گرفته‌است. محمدرضا شفیعی کدکنی، سید حسن سادات ناصری، خسرو فرشیدورد، علی شیخ‌الاسلامی، مظاهر مصفا و امیربانو کریمی از جمله استادان دورهٔ کارشناسی صادق رحمانی در بازهٔ سال‌های ۱۳۶۸ تا ۱۳۷۲ بودند.
رحمانی پس از پایان تحصیلات کارشناسی‌اش به قم رفت و در مراکز علمی و فرهنگی مشغول شد. او مدتی در دههٔ ۱۳۷۰ به عنوان مدیر قسمت هنر و ادبیات روزنامهٔ جمهوری اسلامی مشغول به کار بود. رحمانی مدرک کارشناسی ارشد خود را در رشتهٔ زبان و ادبیات فارسی از دانشگاه آزاد اسلامی واحد علوم و تحقیقات گرفته‌است. پایان‌نامه‌اش با عنوان ویژگی‌های زبان رادیو، یکی از نخستین پایان‌نامه‌ها در این موضوع بود. تدریس در دانشکدهٔ صدا و سیما، اشتغال و سپس مدیریت در شبکهٔ رادیویی فرهنگ و سردبیری چندین روزنامه و نشریهٔ محلی از دیگر سوابق شغلی رحمانی است. او در سال ۱۳۹۵ در حال تحصیل در مقطع دکتری زبان و ادبیات فارسی بود.

## فعالیت‌های ادبی
رحمانی در سال‌های تحصیل در دورهٔ راهنمایی بود که نخستین شعرش را سرود. این فعالیت او تحت تأثیر شاعری پدرش و با مطالعهٔ کتاب درةالاهلیهٔ او بود. نخستین شعری که از رحمانی به چاپ رسید، یک رباعی بود. آن رباعی که توسط علیرضا قزوه نقد و چکش‌کاری شده بود، در سال ۱۳۶۴ در مجلهٔ امید انقلاب، که مدیریت بخش ادبیات آن بر عهدهٔ قزوه بود، چاپ شد. در پی انتشار آن شعر، قزوه نامهٔ تشکرآمیزی برای رحمانی نوشت و از او خواست شعرهای دیگرش را هم برای چاپ در مجلهٔ امید انقلاب، برایش بفرستد. او در سال‌های تحصیل در قم، با انجمن‌های شعر دفتر تبلیغات اسلامی و شاعرانی چون علیرضا قزوه، محمدرضا ترکی، محمدتقی پورمتقی، عبدالرضا رضایی‌نیا و نیز عبدالله حسن‌زادهٔ آملی آشنا شد. رحمانی در سال ۱۳۶۸ در یکی از کنگره‌های شعر حوزه شعری با مطلع «کاری که ز دست عقل ما ساخته نیست / من منتظرم که عشق کاری بکند» خواند که مورد توجه محمدتقی جعفری قرار گرفت. او در همان سال‌ها و همزمان با فعالیت در دفتر تبلیغات اسلامی، انتشارات همسایه را تأسیس کرد و تمرکز آن را بر انتشار مجموعه‌های شعر، به خصوص مجموعه‌های شاعران شهرستانی و دور از مرکز گذاشت.
اولین کتاب شعر رحمانی، با همین واژه‌های معمولی نام داشت که در سال ۱۳۷۲ چاپ شد. کتاب انار و بادگیر دومین کتاب او و نخستین کتاب شعری است که به گویش گراشی از زبان اچمی سروده شده و در سال ۱۳۷۳ انتشار یافته‌است. پس از انتشار چاپ نخست، نقدهایی بر کتاب وارد شد که در چاپ دوم، به کتاب اضافه شده‌اند. مهم‌ترین این نقدها به قلم نویسندگانی چون احمد اقتداری، محمدباقر وثوقی، نظام‌الدین کامیاب و احمد حبیبی است. اولین کتاب شعر صادق رحمانی که به زبانی دیگر ترجمه شده‌است، همهٔ چیزها آبی است نام دارد. این کتاب که سومین اثر رحمانی است، توسط محمد الامین الکرخی، شاعر عراقی مقیم هلند، در سال ۱۳۷۵ به عربی ترجمه و چاپ شد. در سابقهٔ رحمانی، تصحیح و انتشار دیوان شعر سرود آفتاب، سرودهٔ پدرش علی‌اصغر رحمانی نیز به چشم می‌خورد. او در دههٔ ۸۰ و نیمهٔ اول دههٔ ۹۰ کمتر به چاپ مجموعه‌شعر پرداخته و بیشتر به سمت مسئولیت‌های اجرایی فرهنگی متمایل شد. کتاب در این شب آهسته اشعار رحمانی را در بر دارد. بخش نخست این کتاب، سبزها قرمزها نام دارد
رحمانی در سرایش غزل و استفاده از صنایع لفظی و معنوی تبحر دارد. او در بیت «هنوز مثل آرزو نشسته در برابرم / کسی که داغ رفتنش شکست پشت باورم» که در سوگ سید روح‌الله خمینی سروده‌است، با تکرار صامت «س»، تلاش دارد صدای شکستن کمر شاعر را برای مخاطب تداعی کند. یکی دیگر از غزل‌های رحمانی «شاعران معمولی» نام دارد که او در آن به هجو فضای شعری و شاعران آن دوره می‌پردازد.

### سرایش به زبان لارستانی
هرچند اشعار پراکنده‌ای که به زبان لارستانی سروده شده باشند در برخی آثار پژوهشگران نقل شده‌است، اما کتاب انار و بادگیر صادق رحمانی نخستین تلاش منسجم برای سرایش به این زبان است. محمدباقر وثوقی، استاد تاریخ، استفاده از تعابیر و تشبیهات بومی که گاه ترجمهٔ آن به فارسی و درکش برای مخاطب غیربومی ناممکن است را نشانهٔ تسلط رحمانی بر ظرافت‌های فرهنگی منطقهٔ خود می‌داند. به عقیدهٔ او، موفق‌ترین نمونهٔ سرایش به زبان لارستانی در انار و بادگیر، در قالب دوبیتی نمایان شده‌است که شاعر بدون احساس نیاز به استفاده از کلمات رسمی و رایج زبان فارسی، توانسته مضامین مورد نظرش را با واژه‌های بومی منتقل کند. این اشعار مورد استقبال عامهٔ مردم قرار گرفت؛ به گونه‌ای که بسیاری از قطعات آن در مراسم‌های شادی بازخوانی و اجرا می‌شوند. علاوه بر آن، انار و بادگیر موجب ورود شاعران دیگر به موضوع شعر بومی شد و آثاری در این باره خلق گردید. رحمانی در این کتاب، شعرها را به سه صورت، با الفبای فارسی به گویش محلی، آوانگاری لاتین و ترجمهٔ فارسی نوشته‌است و در پایان کتاب، لغت‌نامه‌ای قرار داده‌است که واژگان لارستانی استفاده شده در اشعار را به همراه معادل فارسی‌شان فهرست کرده‌است.

### ابداع رباعیات نیمایی
شهرت رحمانی در جامعهٔ ادبی، بیش از هر چیز به کتاب سبزها قرمزها برمی‌گردد. او با انتشار این کتاب، خود را به عنوان شاعری خلاق و ابداع‌گر معرفی کرد و توانست تجربه‌ای نو در شعر فارسی و قالب رباعی ایجاد کند. کار رحمانی از آن روی مورد توجه است که او اشعار کوتاه را با رعایت اوزان شعری کلاسیک سروده‌است. او به پیشنهاد سید علی میرافضلی، شاعر و پژوهشگر ادبیات، مبنی بر تلاش برای ایجاد تحول در رباعی، شروع به سرایش شعرهای کوتاهی کرد که خودش آن‌ها را «رباعی نیمایی» نامیده‌است. رحمانی این کار را با متحول‌کردن تعداد مصراع‌ها و طرح‌های قافیهٔ این قالب ادامه داد. هرچند برخی از این اشعار او، خارج از وزن‌های متداول رباعی سروده شده‌اند. این نام‌گذاری به گونه‌ای است که شاعر را موظف به رعایت اوزان رباعی می‌کند، اما بر خلاف رباعی، برای سرایش یک مصراع قوی، او را مجبور به سرایش سه مصراع دیگر نمی‌کند.میرافضلی طبیعت‌گرایی را یکی از ویژگی‌های این سبک شعری می‌داند که رحمانی در برخورد بی‌واسطه با طبیعت زادگاهش و نمادهای برخاسته از آن، به دست آورده‌است. او معتقد است که استفاده از وزن رباعی، پرداختن به مضامین خیام‌گونه و استفادهٔ اختیاری و مناسب از موسیقی و قافیه، ویژگی‌هایی است که به موفقیت این سبک جدید از شعر کوتاه ایرانی انجامیده‌است. سعید ناصری این شعرهای رحمانی را ترکیبی دلنشین از هایکوی ژاپنی، رباعی و طرح می‌داند. رنگ و بوی بومی در این اشعار بیش از مضامین دیگر به چشم می‌خورد و شاعر در آن به توصیف طبیعت، حس و حال مردمان و اشیا و اماکن قدیمی منطقهٔ زادگاهش می‌پردازد که بیش از هر چیز ریشه در تجربه‌های دوران کودکی شاعر دارد.

### مضامین عمده
گفتید با تمام وقاحت به آسمان
بر سفره‌های خالی ما نان بیاورید

با آن همه ستارهٔ روشن کسی نگفت
من سیب سرخ دارم و ایمان بیاورید

ای بادهای غم‌زده، دیگر دلم گرفت
بویی ز خاک پای شهیدان بیاورید

افسانه شیرشاهی، پژوهشگر ادبیات، جریان شعر مقاومتِ متأثر از جنگ ایران و عراق را به دوره‌هایی تقسیم می‌کند و دورهٔ هفتم آن را دورهٔ ظهور شعر اعتراض می‌داند. مضمون عمدهٔ این دوره، دغدغهٔ فراموشی ارزش‌ها، ایثارها و شهادت‌هاست که بیش از همه در شعر علیرضا قزوه جلوه کرده‌است. پس از او شاعران جوان‌تری چون صادق رحمانی به این مضمون روی آوردند. محتوای شعر رحمانی در این دوره، انتقاد از وضع فرهنگی و اقتصادی جامعهٔ پس از جنگ است. او به اقتصادگرایی و رفاه‌زدگی بعد از جنگ انتقاد می‌کند و مرهم آن را یاد و خاطرهٔ شهیدان می‌داند. غزل «خاطرات» رحمانی، بارزترین نمونهٔ این مضمون است. حسین قرایی، نویسنده و استاد دانشگاه، محتوای کلی این غزل را گله‌مندی از اجتماع و اعتراض نسبت به فراموشی یاد شهیدان می‌داند و معتقد است شاعر با استفاده از قافیه‌های توفان، پریشان، باران، شهیدان، نان، ایمان، خیابان، قرآن و زمستان در این شعر توانسته‌است بهرهٔ کاملی از اثر ببرد و مضمونش را منتقل کند. او دههٔ ۶۰ و ۷۰ را دورهٔ اوج شاعری رحمانی می‌داند و آثار عاشورایی سروده شده در آن دوره را در لفافه‌ای از عشق و حب نسبت به شخصیت‌هایی چون عباس بن علی توصیف می‌کند. قرایی همچنین معتقد است که استفادهٔ فراوان از واژه‌هایی چون دست، عزا و اشک در شعرهای آیینیِ رحمانی، بیش از هر چیز برای بیان مفهوم سوگ در شعر اوست. حسرت روزهای جنگ و حسرت از دست رفتن فرصت شهادت، از دیگر مضمون‌های عمدهٔ این دوره است که در شعر رحمانی، با رویکردی انتقادی نمود پیدا کرده‌است.
به اعتقاد محمدحسین انصاری‌نژاد، عنصر عاطفه در اشعار رحمانی بیشتر از عناصر دیگر به چشم می‌خورد و تعادل شاعر در استفاده از هنرهای زبانی و تصویری در شعر، باعث گرایش سلیقه‌های گوناگون به شعرش شده‌است. او موفقیت اشعار رحمانی را در «صدق عاطفی» او می‌داند. اشعار رحمانی در مجموعهٔ با همین واژه‌های معمولی، چنان‌که از نام اثر پیداست، از واژه‌هایی معمولی ساخته شده است و این ویژگی باعث ارتباط بهتر مخاطب با مضمون شده و لهجهٔ شاعر را به لهجهٔ روزمرهٔ معاصر نزدیک می‌کند. واژه‌ها در شعر رحمانی تنها واژه نیستند، بلکه شکلی انسانی به خود گرفته‌اند که با عنصر تشخیص تفاوت دارد. ابوالفضل پاشا، منتقد ادبی، ایده‌آل شعر رحمانی را در خلق مفاهیم «من» و «ما» و برقراری رابطهٔ نقی و اثبات بین آن دو می‌داند و آن را نقطهٔ قوت شاعر تعبیر می‌کند.

## فعالیت‌های پژوهشی
رحمانی پس از آشنایی با پژوهش‌های احمد اقتداری، به خصوص با مطالعهٔ کتاب‌های فرهنگ لارستانی و لارستان کهن، به پژوهش و تحقیق در موضوع فرهنگ مردم روی آورد. او در سال ۱۳۸۴، طرحی برای پژوهش و تدوین کتابی با عنوان فرهنگ‌نامهٔ گراش را ارائه کرد که خود ویراستاری‌اش را برعهده داشت و توسط نویسندگان مختلفی نوشته می‌شد. هرچند این کتاب تا کنون به چاپ نرسیده‌است. کتاب سیمای لارستان که به موضوعات تاریخ، جغرافیا و مردم‌شناسی لارستان می‌پردازد، نخستین اثر رحمانی در این حوزه است که در سال ۱۳۷۵ چاپ شده‌است. همچنین، او در کنار محمدباقر وثوقی، منوچهر عابدی‌راد و کرامت‌الله تقوی، یکی از چهار نویسندهٔ کتاب تاریخ مفصل لارستان است که در دو جلد، به سال ۱۳۸۵ نوشته شده‌است. رحمانی اما در کنار تألیف، به تدوین نوشته‌های دیگران نیز پرداخته‌است که گردآوری و چاپ مقاله‌های احمد اقتداری در موضوع زبان‌شناسی در قالب کتاب زبان لارستانی، نمونه‌ای از آن‌هاست.

## فهرست آثار

### نوشته
- با همین واژه‌های معمولی، قم: محراب اندیشه، ۱۳۷۲
- انار و بادگیر، قم: همسایه، ۱۳۷۳
- سیمای لارستان، قم: همسایه، ۱۳۷۵
- همهٔ چیزها آبی است، قم: همسایه، ۱۳۷۵ (ترجمه به زبان عربی توسط محمد الامین الکرخی با عنوان کل شیء الأزرق در سال ۱۳۷۵)
- گزیدهٔ ادبیات معاصر: مجموعهٔ شعر ۱۲۰، تهران: نیستان، ۱۳۸۰
- تاریخ مفصل لارستان، تهران: همسایه، ۱۳۸۵
- سبزها قرمزها، تهران: همسایه، ۱۳۸۵ (ترجمه به زبان عربی توسط محمد الأمین الکرخی با عنوان أخضر أحمر در سال ۲۰۱۷)
- در این شب آهسته، تهران: تکا، ۱۳۸۷
- آبی روشن، آبی خاموش، تهران: همسایه، ۱۳۹۶
- الله بده بارون، تهران: همسایه، ۱۳۹۶
- به کتارا خوش آمدید، تهران: همسایه، ۱۴۰۱
- بَرَساتی، تهران: همسایه، ۱۴۰۳
- و چندین کبوتر سپیدی، تهران: همسایه، ۱۴۰۳

### ویراسته
- سرود آفتاب، علی‌اصغر رحمانی، به کوشش صادق رحمانی، تهران: همسایه، ۱۳۸۳
- زبان لارستانی، احمد اقتداری، به کوشش صادق رحمانی، تهران: همسایه، ۱۳۸۴
- سال دَردی، الله‌قلی مقتدری، به تصحیح صادق رحمانی، تهران: همسایه، ۱۳۹۷